# Saale-Komplex

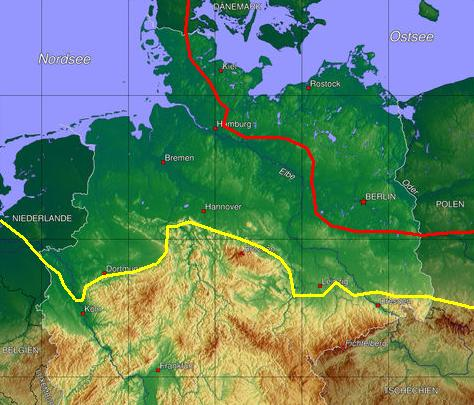
Maximale Eisrandlage (Drenthe-Stadium) des Saale-Komplexes (gelbe Linie). Die rote Linie zeigt zusätzlich die größte Ausdehnung in der Weichsel-Kaltzeit.

Der Saale-Komplex ist nach der stratigraphischen Tabelle für Deutschland 2016 (STD 2016) der Zeitabschnitt des Mittelpleistozäns zwischen dem Ende der Holstein-Warmzeit (vor 0,3 Millionen Jahren) und dem Beginn der Eem-Warmzeit (vor 0,126 Millionen Jahren). Sein Hauptbestandteil ist die zweite der größeren Vergletscherungen durch einen skandinavischen Inlandeisschild in Nordeuropa und dem nördlichen Ost-, Mittel- und Westeuropa.
Der Saale-Komplex wird in zwei Abschnitte gegliedert. Der Abschnitt „Untere Saale“ wird auch als „Saale-Frühglazial“ bezeichnet. Der Abschnitt „Obere Saale“, in der Literatur auch als „Mittleres und Oberes Saaleglazial“ oder „Jüngere Saaleeiszeit“ bezeichnet, ist die Saale-Kaltzeit (in älterer Literatur und umgangssprachlich auch „Saale-Eiszeit“ genannt). Die Vergletscherung erfolgte durch mehrere Eisvorstöße mit jeweils einer Glazialen Serie. Bei einer Zwischenlage mit Anzeichen eines wärmeren Klimas werden sie als Stadium und beim Fehlen solcher als Phase bezeichnet.

## Namensgebung und Begriffsgeschichte
Der Name ist vom Elbnebenfluss Saale abgeleitet. Die Geologen Jakob Stoller und Konrad Keilhack prägten im Jahre 1910 den Begriff „Saale-Eiszeit“. Der Begriff sollte die ältere Bezeichnung „Vorletzte Eiszeit“ ersetzen. Mit der Erweiterung des Kenntnisstandes in den 1960er Jahren, insbesondere zu warmzeitlichen Ablagerungen reichte der Begriff nicht mehr aus und deshalb wurde der Begriff „saale-glazialer Komplex“ geprägt. Im Jahre 1992 wurde der in Saale-Komplex gewandelte Begriff von der INQUA-Subkommission für Europäische Quartärstratigraphie–SEQS offiziell eingeführt.

## Korrelation und Datierung
Nach der STD 2016 fällt der Beginn des Saale-Komplexes mit dem Ende der marinen Sauerstoffisotopen-Zone MIS 8 (vor 0,300 Millionen Jahren) zusammen. Die Obergrenze korreliert mit dem Ende der marinen Sauerstoffisotopen-Zone MIS 5e (vor 0,126 Millionen Jahren). Der Saale-Komplex ist mit der Riß-Kaltzeit des Alpenraums altersgleich.

## Verbreitung

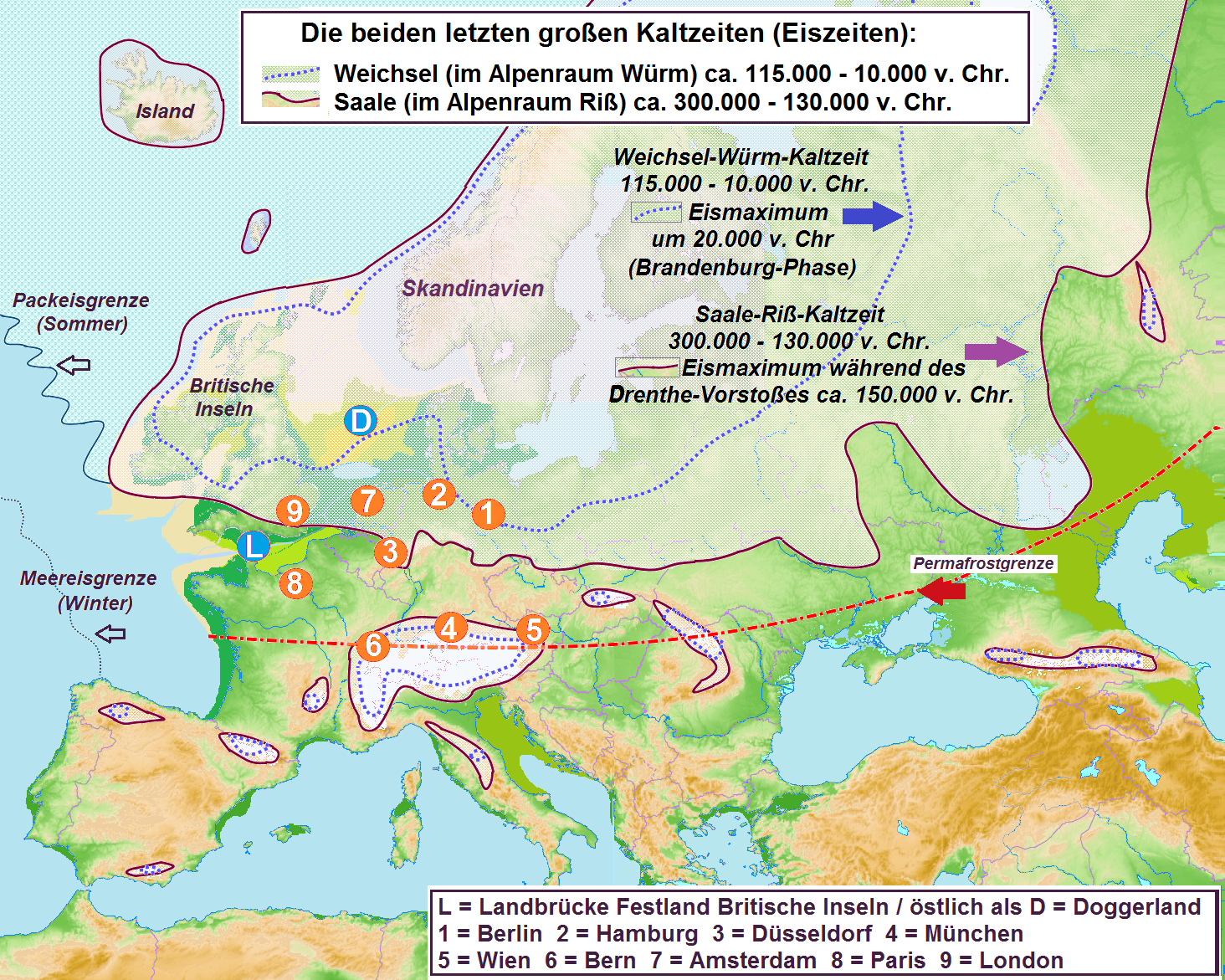
Saale/Riß-Kaltzeit im Vergleich zur Weichsel-/Würm-Kaltzeit. Die eigentlichen Kaltzeiten waren unterbrochen von wärmeren Perioden, in denen sich die archaischen Menschen Europas (Homo heidelbergensis – später der Neandertaler) über die Permafrostgrenze hinaus nach Norden und Nordosten ausbreiteten. Ab etwa 40.000 v. Chr. besiedelten moderne Menschen (Cro-Magnon-Mensch) diese Gebiete.

Der maximale Vorstoß des Fennoskandischen Eisschildes während des Drenthe-Stadiums lässt sich in Norddeutschland mit der Linie Düsseldorf – Paderborn – Hameln – Goslar – Eisleben – Zeitz – Meißen – Görlitz beschreiben. Vom östlichen Harzrand nach Osten (Polen, Brandenburg, Sachsen und Sachsen-Anhalt) blieb der Eisvorstoß ungefähr 10 bis 50 km hinter dem maximalen Vorstoß der Elster-Kaltzeit zurück. Am Nordrand des Harzes sind beide Verbreitungsgrenzen gleichverlaufend, westlich des Harzes griff das Eis des Saale-Komplexes um über 100 km weiter nach Süden als das Eis der Elster-Kaltzeit. Vor dieser Linie, d. h. vor den ehemaligen Gletschern, sind fluviatile und periglaziäre Sedimente weit verbreitet. Im Drenthe-Stadium waren auch das heutige Nordseebecken, Großbritannien und Irland betroffen.

## Gliederung des Saale-Komplexes
Der Abschnitt „Untere Saale“ begann mit der
- Fuhne-Kaltzeit, anfänglich als „Fuhne-Kälteschwankung“ bezeichnet.[8] Nach dem Ende der Holstein-Warmzeit wurde der wärmeliebende Laubwald aus Norddeutschland verdrängt und eine subarktische Vegetation breitete sich aus. Die Fuhne-Kaltzeit ist dreigeteilt, zwischen den Stadialen Fuhne A und Fuhne B ist das Interstadial A/B (Pritzwalk-Interstadial) eingeschaltet.[9]

und wurde abgeschlossen mit der
- Dömnitz-/Wacken-Warmzeit.[5][10] Nach dem Ende der Fuhne-Kaltzeit breitete sich wieder der thermophile Laubwald mit Eichen, der Hasel und Hainbuche aus. Erwähnenswert ist das Vorkommen des Großen Algenfarns (Azolla filiculoides).[11]

Der Abschnitt „Obere Saale“ begann mit der Delitzsch-Phase, es folgten das Drenthe-Stadium und das Warthe-Stadium. In der Delitzsch-Phase begann in Skandinavien der Aufbau des Inlandeisschilds. Im Drenthe-Stadium wurde das nördliche Mitteleuropa durch den Inlandgletscher bedeckt, es wird deshalb auch Saale-Glazial oder „Saale-Glaziation“ genannt.
- Delitzsch-Phase. In der im Jahre 1993 durch die Subkommission für Europäische Quartärstratigraphie offiziell eingeführten Delitzsch-Phase wurde in den Flusstälern Mitteldeutschlands als Folge des glazialen Klimas die großflächig verbreitete Hauptterrasse aufgeschüttet.[7]
- Drenthe-Stadium, nach der Provinz Drenthe in den östlichen Niederlanden. Das Drenthe-Stadium entspricht der maximalen Inlandeisverbreitung im Saale-Komplex. Für Norddeutschland werden meist zwei Grundmoränenbänke beschrieben, diese haben den Status von Phasen:
  - Drenthe-I-Phase (Haupt-Drenthe)
  - Drenthe-II-Phase (Jüngere Drenthe).Zur Anzahl der Eisvorstöße gehen die Meinungen auseinander, unstrittige Spuren für Interstadiale zwischen den Vorstößen liegen aus dem nördlichen Deutschland bisher nicht vor.[12][4]
- Seydaer Intervall. Die stratigraphische Stellung des Seydaer Intervalls[13] ist zwar unsicher, es wird aber in der neueren Literatur[4][1] als einzigen Beleg für den Zeitraum zwischen dem Drenthe-Stadium und dem Warthe-Stadium gesehen. Anzeichen für ein interstadiales Klima gibt es nicht.

- Warthe-Stadium. Der zunächst von Paul Woldstedt eingeführte Begriff „Warthe-Vereisung“[14] wurde im Jahre 1929 in den auch gegenwärtig noch verwendeten Begriff „Warthestadium“ umgewandelt.[15] Seit den 1930er Jahren stand die Selbstständigkeit einer „Warthe-Vereisung“ immer mal wieder zur Diskussion. In den 1950er Jahren wurde dies ausgeschlossen, weil sowohl interglaziale Schichten mit einem von der Eem-Warmzeit abweichenden Pollenbild als auch marine Ablagerungen fehlten.[16] Dafür sprach lediglich der Fundort Hemmoor, dessen stratigraphische Stellung war aber zu unsicher.[17] Nach Woldstedt soll es sich beim Zwischenraum von Drenthe- und Warthe-Stadium zumindest um ein „Hauptinterstadial“ handeln. In den 1960er Jahren wurden fossile Böden als Beleg für eine „Treene-Warmzeit“ zwischen dem Drenthe- und dem Warthe-Stadium gesehen.[18][19] Die Eignung fossiler Böden als gesichert warmzeitliche Bildung wurde angezweifelt, aber ein „Groß-Interstadial“ für sehr wahrscheinlich gehalten.[20]

In Mitteldeutschland ist die Gliederung der dem Drenthe-Stadium entsprechenden Abfolge aufgrund der Verzahnung glaziärer und fluviatiler Sedimentserien sicherer. Von Eißmann (1975) wird unterschieden in:
- Zeitz-Phase: der erste und am weitesten nach Süden bis Zeitz reichende Saale-Eisvorstoß, er entspricht wohl der Drenthe-I-Phase Norddeutschlands.
- Pomßen-Intervall: in einer kurzen Rückzugsphase wurden vorwiegend Schmelzwassersande und infolge der wieder auflebenden Flussaktivität Flussschotter in den Toteisfeldern abgelagert. Auch in vielen jüngeren Publikationen wurde immer wieder ausdrücklich betont, dass es keine biogenen Sedimente mit Hinweisen auf ein interstadiales Klima gäbe und es sich deshalb bei den beiden einschließenden Eisvorstößen nur um Phasen handelt. Anhand älterer Archivunterlagen konnte aber in neuerer Zeit ein Interstadial, das sogenannte „Engelsdorf-Interstadial“, beschrieben werden.[21]
- Leipzig-Phase: letzter, zweigeteilter und nur bis südlich von Leipzig reichender Saale-Eisvorstoß, er entspricht wohl der Drenthe-II-Phase Norddeutschlands. Der Zeitraum vom Abschmelzen des Inlandeises der Zeitz-Phase bis zur Eem-Warmzeit, in dem in Norddeutschland der Warthe-Eisvorstoß erfolgte, ist nach Eißmann (1994) in Mitteldeutschland nicht durch Sedimente belegt.

In Mitteldeutschland, im Übergangsbereich zum Periglazialgebiet gab es schon vor längerer Zeit Hinweise für eine Warmzeit zwischen der Drenthe- und der Warthe-Vereisung, die zu Zweifeln an der Einmaligkeit der Waldgeschichte der Eem-Warmzeit führten. Sie wurden als nicht begründet zurückgewiesen.
Inzwischen gibt es zahlreiche neue Befunde, die die Zweifel an der Einmaligkeit des Pollenbildes der einzelnen Warmzeiten und auch die anderen Befunde in Norddeutschland, siehe weiter oben, bestätigen. Dabei spielen die gesicherte stratigraphische Position der sogenannten „Oberen Niederterrasse“ bei Grimma und die Ostrakodenfauna der Interglazialbecken von Neumark-Nord (Geiseltal) eine bedeutende Rolle. Eine Diskussion darüber hat aber noch nicht wieder begonnen.